# Puchar Narodów Afryki 2017 (kwalifikacje)/Grupa K
W grupie K eliminacji Pucharu Narodów Afryki 2017 grają:
- Senegal
- Niger
- Namibia
- Burundi

## Tabela
| Msc. | Zespół  | M | W | R | P | Br+ | Br- | +/- | Pkt |
| ---- | ------- | - | - | - | - | --- | --- | --- | --- |
| 1    | Senegal | 6 | 6 | 0 | 0 | 13  | 2   | +11 | 18  |
| 2    | Burundi | 6 | 2 | 1 | 3 | 7   | 9   | -2  | 7   |
| 3    | Namibia | 6 | 2 | 0 | 4 | 5   | 9   | -4  | 6   |
| 4    | Niger   | 6 | 1 | 1 | 4 | 2   | 7   | -5  | 4   |

## Wyniki
| 13 czerwca 2015 21:00 CET | Senegal · Konaté 15' · Diouf 63' · Mané 90+1' | 3:1(1:0)Raport | Burundi · 59' Razak | Stade Léopold-Sédar-Senghor, Dakar Sędzia: Mahamadou Keita |
|                           |                                               |                |                     |                                                            |

| 14 czerwca 2015 17:00 CET | Niger · Sacko 35' (k) | 1:0(1:0)Raport | Namibia | Stade Général Seyni Kountché, Niamey Sędzia: Maudo Jallow |
|                           |                       |                |         |                                                           |

| 5 września 2015 15:30 CET | Namibia | 0:2(0:1)Raport | Senegal · 36' Kouyaté · 57' Mané | Sam Nujoma Stadium, Windhuk Sędzia: Wellington Kaoma |
|                           |         |                |                                  |                                                      |

| 5 września 2015 15:30 CET | Burundi · Razak 26' · Papy 85' | 2:0(1:0)Raport | Niger | Stade Prince Louis Rwagasore, Bużumbura Sędzia: Sylvester Kirwa |
|                           |                                |                |       |                                                                 |

| 24 marca 2016 14:00 CET | Burundi · Razak 80' | 1:3(0:0)Raport | Namibia · 51' Shilongo · 54' Shalulile · 82' Somaeb | Stade Prince Louis Rwagasore, Bużumbura Sędzia: Idriss Biani |
|                         |                     |                |                                                     |                                                              |

| 24 marca 2016 20:00 CET | Senegal · Diamé 16' · Niasse 68' | 2:0(1:0)Raport | Niger | Stade Léopold-Sédar-Senghor, Dakar Sędzia: Mohamed Ragab Omar |
|                         |                                  |                |       |                                                               |

| 28 marca 2016 16:00 CET | Niger · Adje 67' (k) | 1:2(0:2)Raport | Senegal · 22' (k) Konaté · 45' Souaré | Stade Général Seyni Kountché, Niamey Sędzia: Mohamed Benouza |
|                         |                      |                |                                       |                                                              |

| 28 marca 2016 17:00 CET | Namibia · Hotto 6' | 1:3(1:1)Raport | Burundi · 45' Kwizera · 70', 85' Razak | Sam Nujoma Stadium, Windhuk Sędzia: Osiase William Koto |
|                         |                    |                |                                        |                                                         |

| 4 czerwca 2016 15:00 CET | Burundi | 0:2(0:2)Raport | Senegal · 16' Mané · 42' Diouf | Stade Prince Louis Rwagasore, Bużumbura Sędzia: Bernard Camille |
|                          |         |                |                                |                                                                 |

| 4 czerwca 2016 16:00 CET | Namibia · Shalulile 25' | 1:0(1:0)Raport | Niger | Sam Nujoma Stadium, Windhuk Sędzia: Helder Martins de Carvalho |
|                          |                         |                |       |                                                                |

| 3 września 2016 19:30 CET | Senegal · Keita 33' · Diedhiou 90' (k) | 2:0(1:0)Raport | Namibia | Stade Léopold-Sédar-Senghor, Dakar Sędzia: Bienvenu Sinko |
|                           |                                        |                |         |                                                           |

| 4 września 2016 19:30 CET | Niger | 0:0Raport | Burundi | Stade Général Seyni Kountché, Niamey Sędzia: Ferdinand Udoh Aniete |
|                           |       |           |         |                                                                    |